# Sporophila caerulescens
Sporophila caerulescens е вид птица от семейство Тангарови (Thraupidae).

## Разпространение
Видът е разпространен в Аржентина, Боливия, Бразилия, Колумбия, Парагвай, Перу и Уругвай.